# Edo no Temari Uta II
Singles de Cute
Namida no Iro
(2008) Forever Love
(2008)
 Edo no Temari Uta II  (江戸の手毬唄II) est le 6e single "major" et 11e single au total du groupe de J-pop Cute, sorti le 30 juillet 2008 au Japon sur le label zetima, produit par Tsunku. Il atteint la 5e place du classement Oricon.
Sortent aussi une édition limitée du single avec des couvertures interchangeables, et une version "Single V" (vidéo). Deux éditions spéciales "event V" seront vendues lors de prestations du groupe.
La chanson-titre figurera d'abord sur la compilation de fin d'année du Hello! Project Petit Best 9, puis sur le 4e album du groupe : 4 Akogare My Star de 2009.

## Membres
- Maimi Yajima
- Erika Umeda
- Saki Nakajima
- Airi Suzuki
- Chisato Okai
- Mai Hagiwara
- Kanna Arihara

## Titres
Single CD
1. Edo no Temari Uta II (江戸の手毬唄II?)
2. Wasuretakunai Natsu (忘れたくない夏?)
3. Edo no Temari Uta II (江戸の手毬唄II?) (instrumental)

Single V
1. Edo no Temari Uta II (江戸の手毬唄II?)
2. Edo no Temari Uta II (江戸の手毬唄II?) (Dance Shot Ver.)
3. Jacket Making of (ジャケット撮影メイキング?)

DVD de l'édition "event V 1"
1. Edo no Temari Uta II (江戸の手毬唄II?) (Close-up Ver.)
2. Edo no Temari Uta II TV-SPOT (江戸の手毬唄II TV-SPOT?)(Solo Ver.)
3. PV Making (PVメイキング?)

DVD de l'édition "event V 2"
1. Edo no Temari Uta II (Close-up Solo Umeda Erika Ver.)
2. Edo no Temari Uta II (Close-up Solo Yajima Maimi Ver.)
3. Edo no Temari Uta II (Close-up Solo Nakajima Saki Ver.)
4. Edo no Temari Uta II (Close-up Solo Suzuki Airi Ver.)
5. Edo no Temari Uta II (Close-up Solo Okai Chisato Ver.)
6. Edo no Temari Uta II (Close-up Solo Hagiwara Mai Ver.)
7. Edo no Temari Uta II (Close-up Solo Arihara Kanna Ver.)